# Bégbessou
Bégbessou  è una città e sottoprefettura della Costa d'Avorio appartenente al dipartimento di Bouaflé. Conta una popolazione di 19 787 abitanti (censimento 2014).